# Polnisch-türkische Beziehungen
Die Polnisch-türkischen Beziehungen sind die außenpolitischen Beziehungen zwischen Polen und der Türkei. Beide Staaten verbindet eine lange Geschichte und vom 14. bis zum 18. Jahrhundert eine gemeinsame Grenze.
Die polnisch-türkischen Beziehungen reichen zurück bis ins Mittelalter. Das Königreich Polen expandierte im 14. Jahrhundert Richtung Schwarzes Meer und das Osmanische Reich an der Küste des Schwarzen Meeres Richtung Norden. In Moldawien gerieten beide Staaten aneinander. Polnische Ritter nahmen an Kriegen gegen das Osmanische Reich in der Schlacht bei Nikopolis und der Schlacht bei Warna teil. 1414 wurden die ersten polnischen Gesandten an den Hof des Sultans in Bursa entsandt. Ende des 15. Jahrhunderts folgte ein langer Krieg um die Lehenshoheit über Moldawien, den das osmanische Reich gewann. 1484 eroberte das Osmanische Reich die für den polnischen Handel wichtigen Schwarzmeerhäfen Kilija und Bilhorod. 1489 gestattete jedoch der Sultan Bayezid II. polnischen Kaufleuten den Handel im gesamten Osmanischen Reich. Der 1503 erzielte Friedensschluss hielt unter den späten Jagiellonen fast ein Jahrhundert lang. Insbesondere die polnische Königin Bona Sforza machte sich für die Erneuerung des Friedens 1533 stark. In den 1530er Jahren luden sich die Herrscherhäuser gegenseitig zu Hochzeiten ein und in Polen-Litauen herrschte eine regelrechte türkische Mode im Rahmen des Sarmatismus.
Die polnischstämmige „Sultana“ Roxelane machte Karriere am Hof des Sultans bis zur ersten Haseki Sultan. Sie hatte maßgeblichen Einfluss auf die osmanische Politik und stand in engem Briefkontakt mit dem polnischen König Sigismund II. August.
Jedoch folgten im 17. Jahrhundert zahlreiche Kriege zwischen Polen-Litauen und dem Osmanischen Reich 1593–1617, 1620–1621, 1633–1634, 1672–1676 und 1683–1699, der in der Schlacht am Kahlenberg und der Schlacht bei Párkány gipfelte.
In den kurzen Friedenszeiten gingen die Kosaken auf Streifzüge ins Osmanische Reich und die Krimtataren fielen im Gegenzug in Polen-Litauen zu Beutezügen ein. Im 18. Jahrhundert waren die Beziehungen jedoch wieder freundschaftlich.
Das Osmanische Reich unterstützte die Konföderation von Bar, was zum Russisch-Türkischen Krieg von 1768 bis 1774 führte. Das Osmanische Reich erkannte die Polnischen Teilungen nicht an. Viele Polen flohen nach den missglückten Aufständen gegen Russland, wie dem Novemberaufstand, dem Krimkrieg oder dem Januaraufstand ins Osmanische Reich. Der polnische Nationaldichter Adam Mickiewicz starb 1855 in Istanbul, wo er eine polnische Legion für den Krimkrieg aufstellen wollte. Auch andere polnische Freiheitskämpfer wie Michał Czajkowski, Marian Langiewicz und Józef Bem starben im osmanischen Exil. Das Dorf Polonezköy wurde von polnischen Exulanten bei Istanbul gegründet. Auch im Russisch-Osmanischen Krieg von 1877 bis 1878 wurde eine Polnische Legion in der Türkei aufgestellt.
Nach dem Ersten Weltkrieg war die Zweite Polnische Republik einer der ersten Staaten, die die Türkische Republik anerkannten. Nach dem Ausbruch des Zweiten Weltkriegs wurden die polnischen Goldreserven über die Türkei nach Frankreich gebracht.
Etwa 25.000 Türken leben in Polen. Die Türkei unterstützte nach 1990 die Aufnahme Polens in die NATO. Die Türkei ist für viele Polen eines der beliebtesten Reiseziele.
Polen besitzt eine Botschaft in Ankara und ein Generalkonsulat in Istanbul sowie Honorarkonsulate in Antalya, Bursa, Gaziantep und İzmir. Die Türkei hat eine Botschaft in Warschau und Honorarkonsulate in Krakau, Łódź, Posen und Breslau.